# Global Wars
Global Wars abreviado como G-Wars, es un videojuego de rol y de estrategia en línea, en tiempo real creado a mediados del 2008 por Saerod, actualmente esta en fase beta (Versión: 0,08b). Por el momento, Global Wars solo está disponible en español.
Se trata de un juego MMORTS, multijugador y gratuito que no necesita de instalación. Incorpora gráficos de un mapamundi propio (antiguamente utilizaba Google Earth) para la localización geográfica de las bases de operaciones. 
El juego está implementado en los lenguajes de programación PHP y JavaScript, requiriendo únicamente un navegador común para poder jugarlo, aunque se recomienda usar Google Chrome o Mozilla Firefox para una perfecta visualización.

A día de hoy, Global Wars solo dispone de un servidor activo pero se espera que crezca con la demanda. El número total de usuarios ronda los 700.

## Introducción
Global Wars se basa en una hipotética guerra mundial donde cada uno es capaz de crear su propia base militar y luchar contra otras para conseguir recursos (metales, petróleo, uranio...), así como reconocimiento y mérito intentado alzarse como el líder mundial. Para ello, cada usuario dispone inicialmente de una base de operaciones que es considerada la base principal. A partir de aquí deberá expandir su imperio con la adquisición o fundación de bases y la creación de una flota militar para poder luchar con los que intenten detener su paso.

## Requerimientos
Para poder jugar a Global-Wars solo hace falta tener una cuenta de correo activa con la que darse de alta. Tanto el registro como el juego son completamente gratis por lo que cualquiera en cualquier parte del mundo puede jugar a él sin coste alguno, aunque se espera que para un futuro el juego posea algunas opciones de pago con las que se puedan mantener los costes del servidor, aun así el juego seguiría siendo gratuito.
En el aspecto técnico el juego necesita de un navegador web común con soporte para javascript, se recomiendo el uso de Mozilla Firefox o Google Chrome ya que está optimizado para estos navegadores aunque cualquier otro es válido. La resolución mínima a la que se recomienda jugar es 1024×768 píxeles. El juego aún no está optimizado para la visualización en teléfonos móviles.

## Aspectos del juego

### Coaliciones
Las coaliciones en Global Wars son unas alianzas, bandos, clanes o grupos que cualquier usuario con más de 2000 puntos crear. Estas sirven para la protección de uno o más individuos en asociaciones o para enfrentamientos masivos. Aquí se establecen unas series de prioridades de acuerdo a lo que el líder de la coalición predisponga: Es un sistema de niveles en los cuales cada usuario, a voluntad de líder, tiene determinado puntaje que le permite tener determinados privilegios con respecto al resto de los integrantes:
Además cada coalición cuenta con un tablón y un sistema de mensajes globales dentro de esta. Para poder acceder a una coalición creada por otro usuario, es necesario solicitar la entrada y que uno de los miembros de esta te acepte.

### Inteligencia
Esta es una de las secciones del juego más importantes. Aquí cada jugador es capaz de rastrear las bases enemigas a través de el sistema de radar de una de sus bases. Así mientras mayor nivel tenga el radar con el que realiza el rastreo mayor zona es capaz de abarcar este. 
La cantidad de bases enemigas que cada usuario es capaz de marcar como objetivos depende de la investigación "Gestión Objetivos", a mayor nivel tenga esta investigación, mayor número de bases enemigas podrá marcar para un futuro ataque. 
El usuario no pueden marcar como objetivos a otros usuarios que tengan un +/-60% de puntos que él, esta norma existe para regular el nivel de los atacantes y evitar abusos por parte de los usuarios más avanzados a los recién llegados.

### Edificaciones
El juego dispone de unas 14 edificaciones distintas que permiten al usuario hacer tareas tales como extraer recursos, adiestrar tropas, reciclar residuos, desarrollar investigaciones, etc. Los edificios se construyen una sola vez por base, a partir de ahí se van actualizando para así desempeñar mejor su tarea. Una de las edificaciones más importantes es la central eléctrica que da suministro a la base. 

### Investigaciones
Las investigaciones se realizan dentro del centro de investigaciones. Estas permiten el desarrollo de nuevas unidades, y edificaciones. Cuanto más nivel se tenga en el centro el tiempo desarrollo de nuevas investigaciones se verá reducido. Se dispone de 14 investigaciones:
- Investigación Armamentística : Investigación requerida para la creación de unidades de combate.
- Administración de Unidades : Esta investigación permite optimizar la gestión de las unidades de combate, permitiendo gestionar un mayor número de ataques simultáneos por cada nivel.
- Gestión Objetivos : Permite gestionar los objetivos fijados desde el sistema de radar, a mayor nivel, mayor número de objetivos podrá ser gestionado
- Tecnología Aeronáutica : Tecnología que permite la fabricación de unidades aéreas, con una mayor velocidad de desplazamiento
- Robótica : Investigaciones avanzadas de robótica, que permitirán la fabricación de unidades de combate robotizadas
- Mecánica : Esta investigación permite con cada nivel, crear unidades mecánicamente más elaboradas
- Explosivos : Esta investigación permite la creación de unidades con mayor daño de combate.
- Reactores : Esta investigación permitirá la fabricación de unidades con motores a reacción.
- Espionaje : Permite mejorar los sistemas de rastreo de las unidades, permitiéndoles obtener una mayor información del enemigo objetivo.
- Gestión de Maniobras : Esta investigación permite aumentar por nivel, el número de maniobras que puede gestionar el usuario.
- Cartografía  : Permite ver los objetivos fijados por tus compañeros de Coalición
- Conversión : Esta tecnología permitirá entrenar unidades que sean capaces de tomar el control de bases enemigas. Por cada nivel superior a 1 de esta tecnología, se reducirá en un 2% los intentos de conquista de los adversarios.
- Láseres : Tecnología que permite la fabricación de nuevos sistemas de ataque y defensa mediante el uso de potentes haces de luz concentrada.
- Simuladores : Investigación que permite evaluar el resultado de los combates contra adversarios, consumiendo lo mismo que la misión real a un 10% de velocidad. Esta investigación, habilitará un nuevo tipo de misión en maniobras, llamado Simulación

### Unidades
Actualmente el juego dispone de 14, que son las siguientes tropas y unidades:
- Vehículo de Transporte: Vehículo todo terreno de tipo HoverCraft, que permite transportar recursos de una base a otra.
- Escuadra Asalto Ligero: Escuadra de soldados para asaltos cercanos
- Escuadra Motorizada: Escuadra de soldados con vehículos motorizados, para ataques a mayor distancia.
- Transporte Aéreo: Helicóptero de transporte, para enviar mercancías a mayor distancia con mayor rapidez
- Tanque Ligero: Tanque de asedio, ideal para atacar a largas distancias, con una gran defensa y gran capacidad de ataque.
- Tanque Pesado: Versión más avanzada del tanque de combate, con una mayor precisión, potencia, y velocidad...
- Caza: Unidad de combate propulsada por un reactor, que permite alcanzar objetivos lejanos en mucho menos tiempo, y con una gran capacidad destructiva, pero una defensa muy ligera.
- Armadura Robótica de Combate: Armadura robótica de gran resistencia y buen poder de ataque, para ataques a corta distancia.
- Armadura a Reacción: Armadura de combate con motores a reacción, para una mayor velocidad de aproximación al objetivo y un aumento del rango de ataque
- Avión Espía: Avión ligero ultra rápido, que permite realizar fotografías de las bases marcadas como objetivo.
- Asediadores: Grupo de fuerzas especiales capacitados para tomar el control de la base enemiga, una vez caídas sus defensas.
- Avión de Transporte: Avión de carga de gran capacidad, que permite transportar materiales a grandes distancias a gran velocidad.
- Recolector: Unidad que permite recoger los residuos resultantes en las batallas. Cada una de ellas será capaz de cargar con 2000 residuos.
- Aeronave de transporte: Vehículo que utiliza avanzadas tecnologías motrices, otorgándole la capacidad de transportar grandes cantidades de materiales a velocidades muy elevadas.

### Defensas
- Búnker: Defensa básica integrada en el entorno circundante a la base, que permite acabar con pequeñas amenazas que vengan por tierra.
- Nido de Ametralladoras: Defensa con alcance medio, que permite acabar rápidamente con unidades de baja defensa.
- Silo de misiles: Defensa con alcance largo y gran poder de destrucción.
- Antiaéreos: Defensa con gran precisión que permite derribar unidades aéreas, y que también produce graves daños a unidades terrestres.
- Láser Cannon: Defensa de alto poder destructivo, y gran defensa que concentra un haz de luz de gran precisión contra todo tipo de objetivos.

### Batallas
Una batalla es una lucha donde un jugador manda a sus tropas a atacar a un adversario. El atacado es capaz de ver que una de sus bases está siendo atacada, sin embargo dependiendo del nivel de su radar puede o no saber que cantidad y tipo de tropas le atacaran.

### Guerras
Las guerras se dan entre diferentes coaliciones. Estas duran un máximo de dos semanas. En ellas cualquier usuario de una coalición puede atacar a cualquier otro usuario de la coalición con la que esta en guerra, independientemente de su puntaje.

### Bases Bots
Las bases bots son bases creadas semanalmente por el usuario oculto BOT_RETO. Éste genera 70 bases de forma aleatoria por todo el mapeado el juego.
Estas bases son generadas con un nivel de dificultad aleatorio, que podrá ser identificado mediante su nombre, que seguirá la siguiente nomenclatura RETO(número de base)_lvl(nivel de dificultad), por ejemplo: RETO52_lvl7.
Toda base superior al nivel 3 tendrá un 50% de probabilidades de ser generada como base principal, lo que quiere decir, que aleatoriamente podrá ser o no conquistable. Todas las bases de lvl 1 y 2 serán no conquistables por defecto.
Estas bases bot son generadas con la finalidad de que los usuarios avanzados puedan hacer uso de estas, tanto para entrenar a sus líderes, como para la obtención de recursos/bases adicionales.

### Ranking
En el juego existen dos Rankings importantes: el ranking general y el de coaliciones.
El ranking general clasifica a los usuarios según su cantidad de bases, edificaciones, unidades, defensas, investigaciones, victorias y derrotas. 
El ranking de coaliciones se organiza según la cantidad de usuarios de cada coalición, el puntaje de estos y la cantidad de victorias y derrotas.

## Actualizaciones
El juego recibió su cambio oficial número 188 el día 05 de septiembre de 2011 (13 años, 6 meses y 22 días), el juego se actualiza con relativa frecuencia.

## Foro
El juego también dispone de un foro en el que se puede discutir acerca de cualquier cosa o compartir ideas con el creador del juego para posibles futuras actualizaciones.

## Futuro del juego
Actualmente el creador del juego está preparando una versión de pago para el mantenimiento de los costes del servidor. Por otro lado, cualquier jugador puede hablar con el administrador del juego para proponerle cualquier tipo de mejora ya sea creación de un nuevo tipo de unidades, investigaciones, o cualquier otro cambio menor.